# Ladislav Dluhoš
Ladislav Dluhoš (Čeladná, Checoslovaquia, 6 de octubre de 1965) es un deportista checo que compitió para Checoslovaquia en salto en esquí.
Ganó dos medallas de bronce en el Campeonato Mundial de Esquí Nórdico, en los años 1984 y 1989. Participó en tres Juegos Olímpicos de Invierno, entre los años 1984 y 1994, ocupando el cuarto lugar en Calgary 1988 y el séptimo en Lillehammer 1994, en la misma prueba.

## Palmarés internacional
| Representando a Checoslovaquia |                   |                   |                |
| Campeonato Mundial             |                   |                   |                |
| Año                            | Lugar             | Medalla           | Prueba         |
| 1984                           | Engelberg (Suiza) | Medalla de bronce | TG por equipos |
| 1989                           | Lahti (Finlandia) | Medalla de bronce | TG por equipos |